# Sculpture
Sculpture (beeldhouwwerk) is een compositie van de Fin Magnus Lindberg.

## Geschiedenis
Het werk is geschreven voor de opening van de Walt Disney Concert Hall in Los Angeles en werd dan ook gecomponeerd in opdracht van het huisorkest van die concertzaal, het Los Angeles Philharmonic Orchestra en de Koussevitsky Foundation. Het orkest verzorgde de première onder leiding van mede-Fin Esa-Pekka Salonen op 6 oktober 2005. Lindberg heeft voor dit werk inspiratie gezocht in Igor Stravinski’s Symphonie des Psaumes (orkestratie) en Edgar Vareses Ameriques (klank). De Los Angeles Times was lovend over het werk. Het stuk ging via Philadelphia (Pennsylvania) (2006), Londen en Helsinki de gehele wereld over. Een volgende uitvoering staat gepland op 31 januari 2010 in Berlijn, door het Deutsches Symphonie-Orchester Berlin onder leiding van Alejo Pérez.

## Muziek
Het werk bestaat uit één deel, dat in drie secties uiteen valt; het stuk wordt zonder pauzes continu gespeeld. Lindberg diept in dit stuk zijn kennis van harmonieleer en ritme uit. De titel kreeg het stuk mee van de indruk die de concertzaal van Frank Gehry bij de componist achterliet; ze ziet er meer uit als een gigantisch beeldhouwwerk dan als een concertzaal. 
De muziek begint dan ook massief in met name het lage register binnen het symfonieorkest. Hoewel dat een zware lage klank voortbrengt, is er toch ook plaats voor speelse elementen. Vanwege het feit dat het feestelijk moest klinken heeft Lindberg een fanfare toegevoegd, wiens thema het gehele werk terugkeert. De harp leidt het geheel in de rustiger tweede sectie, waarin de muziek naar kamermuziek neigt. Onder invloed van percussie, piano en diezelfde harp wordt het volledige orkest weer ingeschakeld om de massieve klank weer terug te krijgen. Het slot wordt dan nog begeleid door het muziekinstrument dat de meest massieve klank voortbrengt; het orgel. Lindberg kon het niet nalaten een fragment voor het nieuwe orgel te schrijven, gaf hij later toe. Wanneer dit instrument zijn intrede doet, rijst de klank eerst naar fortissimo maar sterft daarna langzaam weg. Het gehele werk lijkt geen specifieke toonsoort te hebben; het zit vol dissonanten, vreemde akkoorden en rockachtige ritmen. Het stuk eindigt echter tonaal als zijnde een slotakkoord uit de romantiek.

## Orkestratie
Het orkest is behoorlijk groot, maar moet het zonder violen stellen, daarmee verwijzend naar Stravinski’s werk:
- 3 dwarsfluiten waarvan 1 ook piccolo; altdwarsfluit, 3 hobo’s, 1 Engelse hoorn, 3 klarinetten waarvan 1 ook basklarinet, een permanent basklarinet, 3 fagotten waarvan 1 contrafagot, 1 permanente contrafagot;
- 4 hoorn, 2 Wagnertuba’s, 4 trompetten, 4 trombones, 2 tubas;
- pauken, 4x percussie waaronder tamtam, crotales, vibrafoon, marimba, bongos,
- 2x harp, 2x piano waarvan 1 ook orgel,
- strijkinstrumenten zonder violen.

## Discografie
- Uitgave Ondine 1124: Fins Radiosymfonieorkest onder leiding van Sakari Oramo; een opname verzorgd door YLE in Helsinki op 31 augustus 2007.

## Sculpture
Lindberg componeerde eerder een werk onder de titel Sculpture II (1981).

## Bron
- de compact disc
- Boosey and Hawkes, muziekuitgeverij voor orkestratie
- FIMIC, voor première en opdrachtgevers